# Germán Chaves
Pour les articles homonymes, voir Chaves.
Chaves  Torres est un nom espagnol. Le premier nom de famille, en général paternel, est Chaves ; le second, en général maternel, souvent omis, est Torres.
Germán Enrique Chaves Torres, né le 9 mars 1995 à Chocontá (Cundinamarca) et mort le 4 juin 2023 également à Chocontá, est un coureur cycliste colombien.

## Biographie
Germán Chaves décède sur ses routes d'entrainement le 4 juin 2023.
Il a notamment remporté plusieurs courses par étapes du calendrier national colombien comme la Vuelta a Boyacá en 2018, la Clásica Nacional Marco Fidel Suárez (es) en 2021 ou la Clásica de Fusagasugá en 2023.

## Palmarès

### Par année
- 2013
  - 3e étape de la Vuelta del Porvenir
- 2014
  - 3e de la Clásica de Rionegro
- 2017
  - 1re étape de la Vuelta de la Juventud
  - 2e du championnat de Colombie du contre-la-montre espoirs
  - 2e de la Vuelta de la Juventud
- 2018
  - Classement général de la Vuelta a Boyacá
- 2019
  - 1re étape de la Vuelta a Boyacá
- 2020
  - Clásica de Cómbita :
    - Classement général
    - 2e étape
- 2021
  - Clásica Nacional Marco Fidel Suárez (es) :
    - Classement général
    - 2e étape

  - 4e étape de la Vuelta al Tolima
  - 3e de la Vuelta al Tolima
  - 3e de la Clásica de Marinilla
- 2022
  - 1re étape de la Clásica de El Carmen de Viboral (contre-la-montre par équipes)
  - 3e de la Clásica de Fusagasugá
- 2023
  - Clásica de Fusagasugá : 
    - Classement général
    - 1re étape

### Classements mondiaux
| Année                                 | 2018  | 2019 | 2020  |
| ------------------------------------- | ----- | ---- | ----- |
| Classement mondial                    | 1415e | nc   | 1937e |
| UCI Europe Tour                       | 924e  |      |       |
| UCI America Tour                      | 425e  | nc   | 186e  |
|                                       |       |      |       |
| Légende : nc = non classéSource : UCI |       |      |       |